# São Bernardino
São Bernardino là một đô thị thuộc bang Santa Catarina, Brasil. Đô thị này có diện tích 144,96 km², dân số năm 2007 là 2653 người, mật độ 17,3 người/km².